# Ferea
Nella mitologia greca, Ferea (Φεραία) era uno degli appellativi o dei soprannomi della dea greca Ecate, considerata secondo alcune leggende figlia di Ferea.
Il dato è riportato da Giovanni Tzetzes, Scoli a Licofrone, 1180.

## Nella mitologia
Secondo una leggenda, Ferea era una figlia di Eolo, il figlio di Elleno, la quale era stata amata da Zeus ed era rimasta incinta di una bambina, la dea Ecate. Tuttavia alla sua nascita, la giovane rifiutò di allevare la neonata e la abbandonò in fasce presso un crocicchio; qui fu intravista da un pastore di Fere, il quale raccolse la piccola e l'allevò come se fosse sua figlia.